# Olympische Sommerspiele 1992/Teilnehmer (Portugal)
| Gelbes Symbol für Goldmedaillen mit stilisierten Olympischen Ringen | Graues Symbol für Silbermedaillen mit stilisierten Olympischen Ringen | Braundes Symbol für Bronzemedaillen mit stilisierten Olympischen Ringen |
| ------------------------------------------------------------------- | --------------------------------------------------------------------- | ----------------------------------------------------------------------- |
| —                                                                   | —                                                                     | —                                                                       |

Portugal nahm an den Olympischen Sommerspielen 1992 in Barcelona, Spanien, mit einer Delegation von 90 Sportlern (68 Männer und 22 Frauen) teil.

## Teilnehmer nach Sportarten

### Badminton
- Ricardo Fernandes
Einzel: 33. Platz
Doppel: 17. Platz

- Fernando Silva
Einzel: 33. Platz
Doppel: 17. Platz

### Bogenschießen
- Ana de Sousa
Frauen, Einzel: 26. Platz

### Fechten
- José Guimarães
Florett, Einzel: 52. Platz

- Rui Frazão
Degen, Einzel: 60. Platz

- José Bandeira
Degen, Einzel: 62. Platz

- Luís Silva
Säbel, Einzel: 40. Platz

### Judo
- Rui Ludovino
Superleichtgewicht: 23. Platz

- Augusto Almeida
Halbleichtgewicht: 13. Platz

- Rui Domingues
Leichtgewicht: 22. Platz

- António Matias
Halbmittelgewicht: 22. Platz

- Pedro Cristóvão
Mittelgewicht: 21. Platz

- Paula Saldanha
Frauen, Halbleichtgewicht: 7. Platz

- Filipa Cavalleri
Frauen, Leichtgewicht: 9. Platz

- Sandra Godinho
Frauen, Halbschwergewicht: 20. Platz

### Kanu
- José Garcia
Einer-Kajak, 500 Meter: Halbfinale
Einer-Kajak, 1000 Meter: 6. Platz

- José Silva
Zweier-Kajak, 500 Meter: Halbfinale
Zweier-Kajak, 1000 Meter: Halbfinale

- Joaquim Queiróz
Zweier-Kajak, 500 Meter: Halbfinale
Zweier-Kajak, 1000 Meter: Halbfinale

- Belmiro Penetra
Vierer-Kajak, 1000 Meter: Halbfinale

- António Brinco
Vierer-Kajak, 1000 Meter: Halbfinale

- Rui Fernandes
Vierer-Kajak, 1000 Meter: Halbfinale

- António Monteiro
Vierer-Kajak, 1000 Meter: Halbfinale

### Leichtathletik
- António Abrantes
800 Meter: Vorläufe

- Mário Silva
1500 Meter: Halbfinale

- Domingos Castro
5000 Meter: 11. Platz
10.000 Meter: Vorläufe

- Raimundo Santos
5000 Meter: Vorläufe

- Carlos Monteiro
5000 Meter: Vorläufe

- Fernando Couto
10.000 Meter: Vorläufe

- Dionísio Castro
Marathon: DNF

- Joaquim Pinheiro
Marathon: DNF

- António Pinto
Marathon: DNF

- Pedro Rodrigues
400 Meter Hürden: Vorläufe
4 × 400 Meter: Vorläufe

- João Junqueira
3000 Meter Hindernis: Halbfinale

- Luís Cunha
4 × 100 Meter: Vorläufe

- Pedro Miguel Curvelo
4 × 100 Meter: Vorläufe

- Luís Barroso
4 × 100 Meter: Vorläufe

- Pedro Agostinho
4 × 100 Meter: Vorläufe

- José Paulo Mendes
4 × 400 Meter: Vorläufe

- Álvaro Silva
4 × 400 Meter: Vorläufe

- Paulo Miguel Curvelo
4 × 400 Meter: Vorläufe

- José Urbano
20 Kilometer Gehen: Disqualifiziert
50 Kilometer Gehen: 25. Platz

- José Magalhães
50 Kilometer Gehen: 28. Platz

- José Pinto
50 Kilometer Gehen: Disqualifiziert

- Nuno Fernandes
Stabhochsprung: 29. Platz in der Qualifikation

- Lucrécia Jardim
Frauen, 100 Meter: Viertelfinale
Frauen, 200 Meter: Viertelfinale
Frauen, 4 × 400 Meter: 8. Platz

- Carla Sacramento
Frauen, 800 Meter: Halbfinale
Frauen, 1500 Meter: Halbfinale

- Fernanda Ribeiro
Frauen, 3000 Meter: Vorläufe

- Albertina Dias
Frauen, 10.000 Meter: 13. Platz

- Fernanda Marques
Frauen, 10.000 Meter: Finale

- Conceição Ferreira
Frauen, 10.000 Meter: Finale

- Manuela Machado
Frauen, Marathon: 7. Platz

- Aurora Cunha
Frauen, Marathon: DNF

- Marta Moreira
Frauen, 400 Meter Hürden: Vorläufe
Frauen, 4 × 400 Meter: 8. Platz

- Elsa Amaral
Frauen, 4 × 400 Meter: 8. Platz

- Eduarda Coelho
Frauen, 4 × 400 Meter: 8. Platz

- Isilda Gonçalves
Frauen, 10 Kilometer Gehen: 34. Platz

- Susana Feitor
Frauen, 10 Kilometer Gehen: Disqualifiziert

- Teresa Machado
Frauen, Diskuswurf: 28. Platz in der Qualifikation

### Moderner Fünfkampf
- Manuel Barroso
Einzel: 53. Platz

### Reiten
- Jorge Matias
Springreiten, Einzel: 83. Platz in der Qualifikation

- Vasco Ramires junior
Vielseitigkeit, Einzel: 41. Platz
Vielseitigkeit, Mannschaft: 15. Platz

- António Ramos
Vielseitigkeit, Einzel: 46. Platz
Vielseitigkeit, Mannschaft: 15. Platz

- António Bráz
Vielseitigkeit, Einzel: 58. Platz
Vielseitigkeit, Mannschaft: 15. Platz

- Alberto Rodrigues
Vielseitigkeit, Einzel: DNF
Vielseitigkeit, Mannschaft: 15. Platz

### Ringen
- Paulo Martins
Weltergewicht, griechisch-römisch: 2. Runde

### Rudern
- Daniel Alves
Doppelzweier: 18. Platz

- João Fernando Santos
Doppelzweier: 18. Platz

### Schießen
- António Palminha
Trap: 11. Platz

- Manuel Silva
Trap: 11. Platz

- João Rebelo
Trap: 16. Platz

- Carla Cristina Ribeiro
Frauen, Luftgewehr: 26. Platz

### Schwimmen
- Paulo Trindade
50 Meter Freistil: 36. Platz

- Artur Costa
400 Meter Freistil: 26. Platz
1500 Meter Freistil: 17. Platz

- Miguel Arrobas
100 Meter Rücken: 42. Platz
200 Meter Rücken: 34. Platz

- Alexandre Yokochi
100 Meter Brust: 39. Platz
200 Meter Brust: 25. Platz

- Miguel Cabrita
100 Meter Schmetterling: 46. Platz
200 Meter Schmetterling: 34. Platz

- Diogo Madeira
200 Meter Schmetterling: 29. Platz
200 Meter Lagen: 33. Platz

- Ana Alegria
Frauen, 100 Meter Freistil: 41. Platz
Frauen, 100 Meter Schmetterling: 36. Platz

- Ana Barros
Frauen, 100 Meter Rücken: 36. Platz
Frauen, 200 Meter Rücken: 24. Platz

- Joana Arantes
Frauen, 100 Meter Schmetterling: 39. Platz
Frauen, 200 Meter Schmetterling: 19. Platz

### Segeln
- João Rodrigues
Windsurfen: 23. Platz

- Eduardo Seruca
470er: 24. Platz

- Hugo Rocha
470er: 24. Platz

- Fernando Bello
Star: 12. Platz

- Francisco de Mello
Star: 12. Platz

- António Correia
Soling: 21. Platz

- Luís Miguel Santos
Soling: 21. Platz

- Ricardo Batista
Soling: 21. Platz

### Tennis
- Bernardo Mota
Einzel: 33. Platz
Doppel: 17. Platz

- Emanuel Couto
Doppel: 17. Platz